# Danse de société
 (mai 2017).
Si vous disposez d'ouvrages ou d'articles de référence ou si vous connaissez des sites web de qualité traitant du thème abordé ici, merci de compléter l'article en donnant les références utiles à sa vérifiabilité et en les liant à la section « Notes et références ».

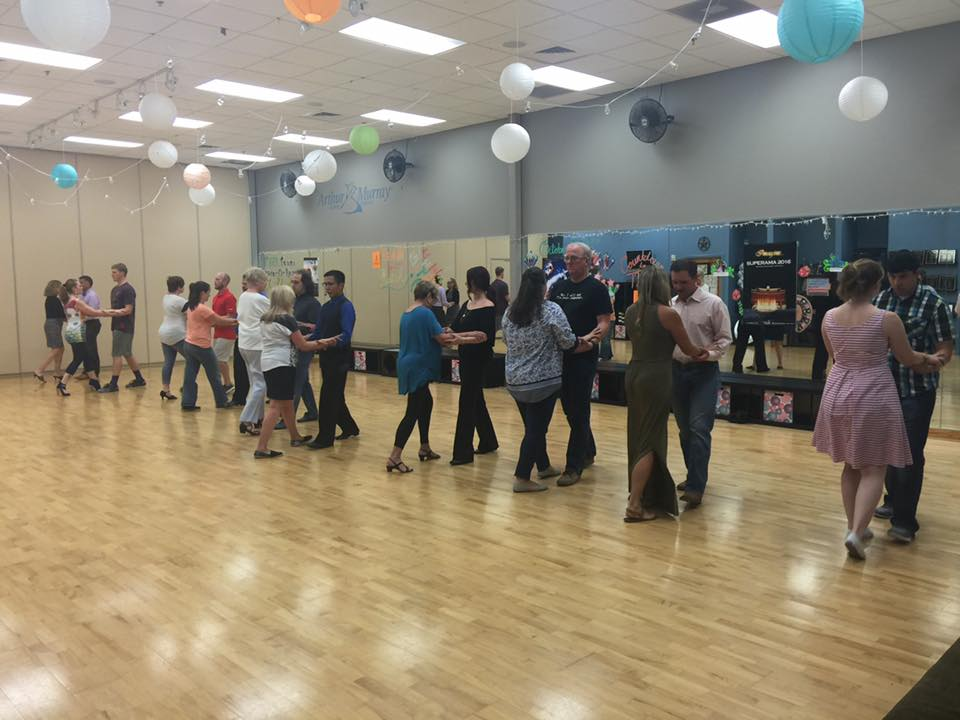
Cours de danse de société à Woodlands, au Texas, États-Unis.

Originellement, la danse de société est la forme mondaine de la pratique de la danse en réunion. En ce sens, elle s'oppose aux danses populaires. Si cette définition était clairement valable à la fin du XIXe siècle, on fait de nos jours le rapprochement entre ces deux formes de danses. La danse de société se distingue de la danse spectacle (forme scénique) et de la danse traditionnelle par l'absence de public organisé qui la caractérise. Par contre, certaines danses peuvent être communes aux trois genres (exemples : valse, quadrille). Par abus de langage, de nos jours, le terme de danse de société  a tendance à désigner par défaut la version sociale (Celle réellement éxécutable en bal) des danses sportives (Exécutables en compétition). Dans certains contextes, il peut également désigner l'ensemble des formes de danses de couple (ce qui est un abus de langage).
La danse de société, également appelée danse de bal ou « danse de couple », est actuellement dansée par environ trois millions de personnes en France.
Dans sa forme contemporaine, les danses de sociétés se pratiquent sous trois formes : danse sociale, compétition et spectacle. La danse sociale est une danse en réunion avec changement de partenaire à chaque danse sur une sélection de morceaux de musique souvent gérée par un DJ. La compétition est improvisée ou chorégraphiée, avec un partenaire attitré ou tiré au sort au dernier moment (Jack & Jill).
Ces danses sont généralement des danses de contact, contrairement à la Danse en ligne qui n'est pas une danse de couple.

## Catégories

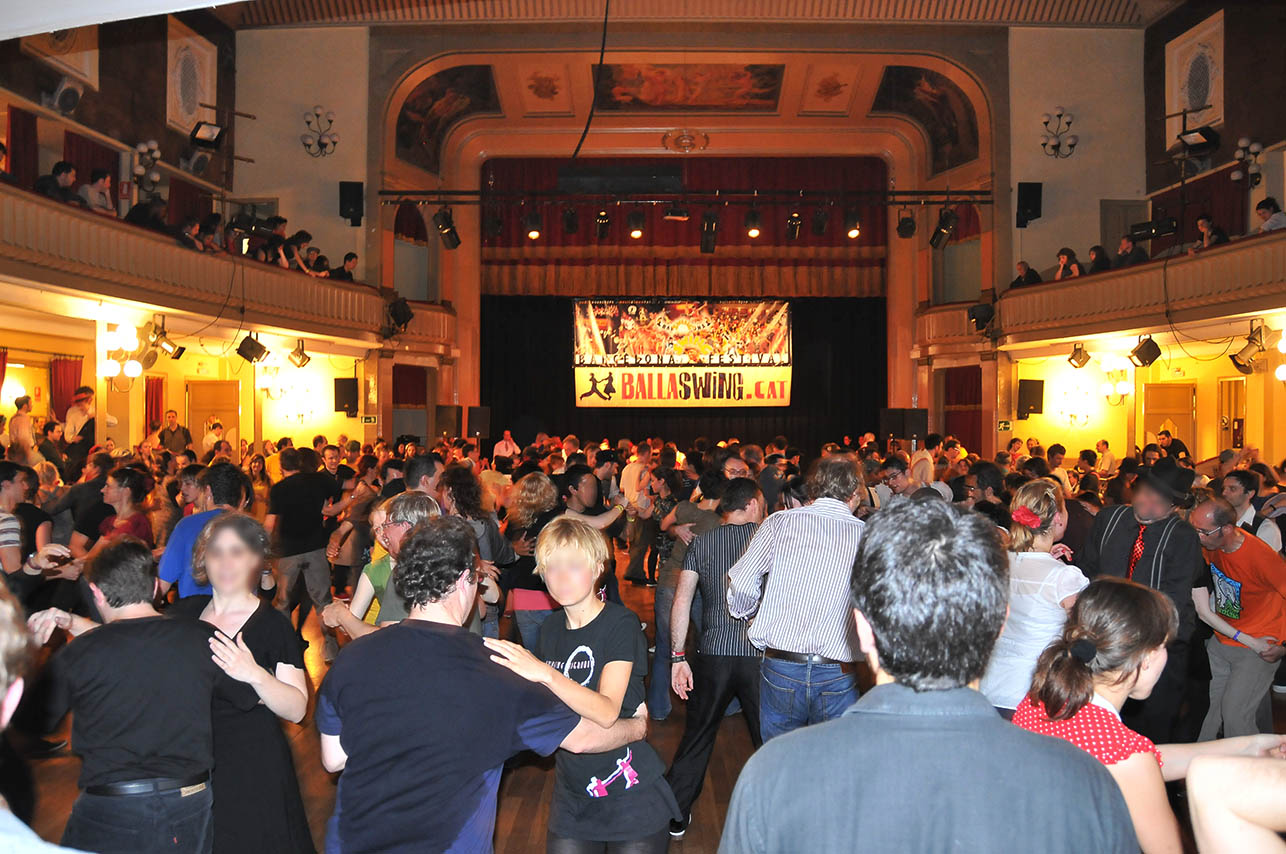
Soirée Lindy Hop à Barcelone en 2010.

Le terme « danse de société » reprend la signification originelle de l'appellation danses de salon, qui était utilisée avant 1950 pour désigner l’ensemble des danses à deux. Ensuite, d'autres danses pratiquées « en marge »[pas clair] des danses de salon sont venues enrichir l’éventail des danses de société : les danses « latines/latino » et les danses « rock-swing ». Ces danses de société sont encore les danses les plus pratiquées en France dans les bals, thés dansants, guinguettes, etc. Voici un découpage grossier des danses de société.
Les danses de salon rassemblent, en France, les cultures du monde entier : d’Europe de l’Est (avec la valse, la java, la polka, etc.), d’Amérique latine (avec le tango, le cha-cha-cha, la samba, la rumba, le mambo, etc.), d'Espagne (paso doble, etc.), et des pays anglo-saxons (avec le quickstep, le slow fox, le Foxtrot, le Boston, le charleston, le madison, etc.) La danse sportive, qui correspond à la version de compétition de 10 danses définies comme « standard » ou « latines » : les danses standard (valse lente anglaise), valse viennoise, tango différent du tango argentin, quickstep, slow fox) et les danses latines (samba, cha-cha-cha, rumba, paso doble, Jive (version de compétition du rock).
Les danses « rock-swing » regroupent notamment le lindy hop, le charleston, , le boogie-woogie, le rock 'n' roll, et le West Coast Swing. Les danses « latines/latino » regroupent notamment : salsa (cubaine ou casino, rueda de casino, Portoricaine, colombienne), bachata, merengue, zouk antillais et konpa haïtien. Les danses brésiliennes regroupent notamment : forró, samba de gafieira, zouk brésilien, lambada, et les danses angolaises regroupent kizomba et semba.

## Enseignement
Si aucun diplôme national n'est requis pour enseigner les danses de société et que l'ensemble de la profession n'est fédéré par aucune institution reconnue d'État, les moniteurs et professeurs de danses de bal et de société peuvent être formés lors de stages, par des écoles privées ou des centres de formation spécialisés.

## Aspects techniques
- Si vous ne connaissez pas le sujet, laissez ce bandeau (vous pouvez alors contacter les auteurs).
- Si vous supprimez le contenu mis en cause (vous pouvez préalablement contacter les auteurs),

argumentez précisément cette suppression dans la page de discussion
(un manque de référence n'est pas un argument ; une recherche réelle de référence doit avoir été effectuée, être formellement documentée).
Même si les danses de société sont avant tout faites pour la détente et le plaisir, il y a beaucoup d'éléments techniques qui sont liés à la danse.

### Technique de danse en couple
La danse de société est pratiquée généralement en couple (sauf exceptions), et forcément pour que le cavalier se fasse comprendre, il faut maîtriser le « guidage ». 

### Guidage
Le guidage doit être clair, sans aucun mouvement parasite. Beaucoup de débutants sont tentés (volontairement ou involontairement) de marquer le rythme, ou de faire des petits ronds pour le style, cependant, si la cavalière ne connaît pas la passe à l'avance, elle aura beaucoup de mal à distinguer le vrai guidage du mouvement parasite. Ensuite, le guidage doit être le plus fluide possible, car, tout arrêt ou changement de direction de la main peut signifier une action particulière pour la partenaire. C'est par exemple à force de danser en soirée avec des cavalières différentes et des passes différentes que la main va se « stabiliser ».
Le pas de base est propre à chaque danse et s'est naturellement défini en fonction du type de musique. Il permet de coller directement (et mécaniquement) à la musique. Mais surtout, le pas de base est un repère pour le couple qui, en le respectant, sera toujours en phase. L'exécution du pas de base connaît plusieurs étapes.
- Consciente, volontaire et forcé : Le pas de base est exécuté péniblement en solo, faisant un effort de concentration pour se réciter le décompte des temps dans sa tête (1, 2, 3 et 4, 5 et 6 pour le rock 6 temps par exemple).
- Consciente, volontaire et naturel : Le pas de base est exécuté en solo, facilement et naturellement (tout en étant concentré).
- Consciente, intégrée à la passe et forcé : Le pas de base est intégré dans une passe. Le danseur ne guide rien, seule importe la position des pieds.
- Consciente, intégrée et naturelle : À ce niveau, on pose naturellement les bons pieds (sauf erreurs d'inattention), tout en continuant le décompte des temps dans sa tête. Ce stade est atteint en quelques heures de pratique. C'est la partie la plus difficile d'un apprentissage d'une danse, et une étape nécessaire.
- « Rythmé » : c'est une grosse étape de progression dans l'apprentissage du pas de base. Le danseur peut faire le compte des temps dans sa tête avec un rythme et non plus un décompte chiffré (ex. pour le rock : "ta, ta, tatata, tatata")
- « Fredonné » : Le danseur peut commencer à fredonner l'air de la musique à haute voix tout en ayant le décompte  semi-conscient dans sa tête
- « Chanté » : Le danseur peut chanter la musique
- « Parlé » : Le danseur peut maintenir une discussion avec sa partenaire pendant la danse. Ce stade matérialise un décompte inconscient dans la tête du danseur. Cette étape est généralement plus longue à atteindre pour le cavalier que pour sa partenaire, car ce dernier doit aussi penser aux passes, ce qui au début est assez difficile.
- Affranchissement du pas de base : Le danseur commence à voir comment faire des variations (jeux de jambes) sur son pas de base, tout en restant calé sur ce dernier.

#### Posture et cadre
On peut souvent reconnaître les différentes catégories de danse à la manière dont se tiennent les danseurs. On distingue la posture du cadre. Ces termes désignent des éléments liés mais distincs. En général, les jambes tendues et corps droit pour les danses de salon, et les jambes très fléchies pour les danses swing. Mais globalement, un élément essentiel pour bien guider, c'est le maintien et la stabilité du haut du corps (buste, tête, épaules, bras), c'est ce que l'on appelle le cadre ("frame" en anglais). Le cadre est un aspect très important de la danse de couple puisqu'il constitue le principal repère visuel qui permet aux deux danseurs de rectifier mutuellement leur position en fonction de celle de l'autre. D'ailleurs, à part dans des cas exceptionnels, les deux cadres doivent toujours être parallèles (c.-à-d. épaules parallèles).

#### Connexion
La connexion est la manière qu'ont les partenaires de se tenir. Elle varie beaucoup en fonction des danseurs entre :
- Très souple, qui est très agréable, mais limite beaucoup la sensibilité chez les débutants, chez qui un guidage trop souple sera souvent flou (ou perçu flou pour une cavalière).
- Très dure, qui est beaucoup moins agréable, mais avec l'avantage de permettre des guidages plus clair pour les débutants. En réponse à un guidage trop dur, la cavalière sera, pour se protéger, soit très dure, ou bien très molle, et de préférence souple (rock quatre temps), ce qui nuit grandement à la qualité du guidage.

Le travail de la connexion est très important en danse. Un danseur débutant sera souvent souple et deviendra de plus en plus dur à mesure qu'il progressera (lorsque le besoin de guidage se fera sentir). À partir d'un certain niveau, à force de danser, la sensibilité des danseurs augmente, et le guidage va alors s'assouplir tout en conservant sa finesse. C'est généralement l'association d'un guidage souple et précis qui permet de qualifier un danseur de « bon danseur ». Symétriquement, une « bonne danseuse » aura une connexion légère mais réceptive, sensible.

#### Inertie
L'inertie est l'énergie dépensée pour bouger/faire bouger la cavalière. C'est un élément que l'on ne ressent pas forcément quand on débute, mais plus on devient sensible (c'est-à-dire quand on assouplit son guidage), plus elle se fait sentir. L'optimum, c'est le guidage « comme une souris d'ordinateur », sans le moindre effort. Dans les faits, il existe une minorité de filles qui sont « très dures à bouger » et d'autre qui sont très sensibles, réceptives et légères à guider (environ 5 % dans chaque cas). Dans ce dernier cas, la fille aura une possibilité de progression fulgurante.
Un danseur a une bonne technique de base s'il maîtrise les points précédents.

#### Expression
Un danseur ou une danseuse aura beau avoir la meilleure technique du monde, il n'est jamais agréable de danser avec un « mur », froid, qui ne fait que suivre. Un danseur peut s'exprimer à partir de deux conditions : premièrement, comprendre le guidage ou le suivi du partenaire ; deuxièmement, sentir que son expression ne va pas nuire à la connexion et au guidage. À partir de là, tout est permis. L'expression la plus naturelle est de marquer les « breaks » (pauses musicales marquées), souvent par un « freeze » (arrêt total de tout mouvement). Ensuite, peuvent venir des gestes, ronds de bras, ronds de jambes, plus ou moins techniques, toujours dans le respect du guidage.
Arrivé à un certain niveau, ou lorsque les partenaires s'entendent bien, la fille peut prendre la main temporairement sur le guidage. Ce dernier devient alors à l'écoute de la fille, qui peut alors pleinement s'exprimer. Dans tous les cas, l'expression permet de vivre la danse et de s'amuser. En fait, on peut dire que toutes les techniques précédentes n'ont pour but que d'aider à l'expression des danseurs et à prendre du plaisir à danser.

#### Écoute musicale
Il y a une différence entre s'exprimer en musique, et ne pas du tout suivre la musique. Dans ce dernier cas, on a l'impression que les danseurs récitent une chorégraphie machinalement. Or il est possible de s'exprimer en accord avec la musique, de s'inspirer d'elle, voire d'anticiper les séquences musicales (breaks, ponts, chorus, intro, final).

#### Passes et variations
Les passes sont l'aspect le plus visuel de la danse de société, mais pas forcément le plus technique. Un bon danseur apprendra rapidement une nouvelle passe tandis qu'un débutant devra se focaliser sur le pas de base, la position des pieds, du corps et des mains, éléments qui deviendront naturels avec la technique. Les passes sont intégralement guidées (en général), ce qui fait qu'une fille avec assez de technique n'a pas besoin de connaître la passe pour la suivre.
Souvent un cavalier a tendance à oublier ses anciennes passes. S'il lui arrive de repenser à de vieilles passes, avec la technique, réfléchir aux passes devient de plus en plus inconscient. Les passes peuvent être adaptées en fonction de la musique et enchaînées, ce qui offre une multitude d'interprétations possibles.

### Matériel de danse
La danse peut s'effectuer n'importe où et dans n'importe quel contexte, cependant, il existe des éléments qui ont été optimisés et réglementés.

#### Sol
Dans les salles pour l’enseignement de la danse, en France, le sol fait l'objet d'une règlementation (Décret no 2008-263 du 14-03-2008 – Art. R462-1) : L’aire d’évolution des danseurs ne doit pas poser directement sur le sol dur (parquet collé, béton, carrelage, etc.). Pour être en conformité avec la réglementation, le parquet doit être posé sur lambourdes.
- Parquet sur lambourde : C'est le plus agréable. Il permet à la fois une bonne accroche de la chaussure et la possibilité de maîtriser les glisses, les pivots, la propulsion.
- L'aggloméré : Revêtement glissant et agréable s'il est posé sur lambourde.
- Parquet collé : L'apparence est belle et le contact est agréable. Mais il présente les mêmes inconvénients de dureté que le carrelage.
- Carrelage : Revêtement souvent rencontré, il peut sembler agréable en début de soirée, mais avec la condensation de l'humidité, il a tendance à coller aux chaussures (semelles en caoutchouc) ou à glisser (semelles en cuir).
- Le synthétique : Souvent rencontré dans les gymnases, ce revêtement donne la sensation d'être homogène en adhérence.
- Le ciment : Son accroche peut être correcte s'il n'a pas d'aspérités.

Attention : La danse sur carrelage, revêtement synthétique, ciment, voire  parquet collé, occasionne une fatigue musculaire et une fatigue des tendons, ainsi qu'un risque de vieillissement prématuré des genoux.

#### Produits de glisse
Ils sont utilisés de manière générale là où le sol n'est pas assez glissant (Attention, beaucoup d'établissements interdisent ces produits).
- Le talc : Il permet de rendre provisoirement une surface de danse plus glissante encore. Il est souvent utilisé en danse de salon musette, où les très petits pas glissés sont très fréquents.
- La paraffine : Idem talc mais avec une meilleure tenue dans le temps
- L'acide borique pulvérisé (poudre) : sans aucun doute le meilleur produit de glisse.

#### Chaussures
- Plates : permettent des appuis fermes (ex. : réception d'acrobaties)
- Sur talons bas : utilisées par les cavaliers en danse de salon essentiellement, ces chaussures permettent d'affiner la silhouette
- Talons hauts : utilisés pour les danses lentes, ces chaussures limitent les acrobaties à cause de la difficulté de la réception (risque de foulure de la cheville ou de perte d'équilibre). Le talon haut affine la jambe, donne beaucoup de grâce et d'élégance à la cavalière mais ne convient pas aux danses swinguées à cause du bounce (sauf west coast et boogie lent)
- Semelles cuir : les chaussures en semelle de cuir retourné permettent de glisser facilement sur les sols avec beaucoup de confort, elles sont très fragiles et sont réservées à la danse.
- Semelles en plastique : moins onéreux, le plastique permet aussi d'avoir une meilleure accroche sur le sol (chaussures plates).
- Anti-glisse : des éléments anti-glisse sont souvent intégrés aux chaussures à talon afin d'éviter que le pied ne dérape dans la chaussure.
- En rock acrobatique, la chaussure de sport est à privilégier aux chaussures de danses usuelles. Elle devra être très légère avec un excellent amortissement à l'avant du pied qui préserve le rebondi. Il est conseillé d'utiliser des chaussures de running avec un raidisseur (tige rigidifiant la zone du talon et de la plante du pied) pour limiter les efforts musculaires (les muscles du mollet sont très sollicités en rock acrobatique).

#### Lumières
En soirée, les jeux de lumière sont moins importants que dans les discothèques et la salle est plus éclairée afin que les danseurs puissent se voir. Les lumières sont souvent fixes ou avec des déplacements lents afin de ne pas trop perturber les danseurs.

#### Musique
La musique est un élément très caractéristique des soirées. Outre les thématiques (rock, salsa, salon, etc.), chaque DJ a un style de musique bien particulier ainsi que des versions personnelles où des musiques qu'il est le seul à passer. La qualité de la musique importe grandement sur la qualité perçue de la soirée.

#### Stages
Les stages sont des évènements assez médiatiques dans le monde de la danse, qui permettent en un week-end de beaucoup apprendre. Généralement, les stages offrent la participation aux soirées, qui permettent de pratiquer. L'été, il existe les « camps » qui sont des semaines de stages entièrement consacrées à la danse (stage en journée, spectacles et compétitions et danse sociale le soir).